# 长果婆婆纳中甸亚种
长果婆婆纳中甸亚种（学名：Veronica ciliata sp. zhongdianensis）为車前草科婆婆纳属下的一个亚种。

## 扩展阅读
- 維基物種上的相關：长果婆婆纳中甸亚种